# Podlesie (gmina Lelów)
Podlesie – wieś w Polsce, położona w województwie śląskim, w powiecie częstochowskim, w gminie Lelów.
W latach 1975–1998 miejscowość położona była w województwie częstochowskim.
W miejscowości znajduje się zrujnowany zabytkowy dwór w zespole dawnych zabudowań folwarcznych oraz park.
We wsi znajduje się przystanek kolejowy Podlesie.